# آرثر جونسون إيمز
آرثر جونسون ايمز (بالإنجليزية: Arthur Johnson Eames)‏ (10 أكتوبر 1881 - 12 فبراير 1969)، عالم نبات أمريكي أمضى أكثر من 50 عاما كعضو في هيئة التدريس وأستاذ فخري في علم النبات في جامعة كورنيل، والمعروف عن عمله على زهرة التشريح والتشكل النباتي.

## وصلات خارجية
- أعمال أو نبذة عن آرثر جونسون إيمز على أرشيف الإنترنت